# كاندلف

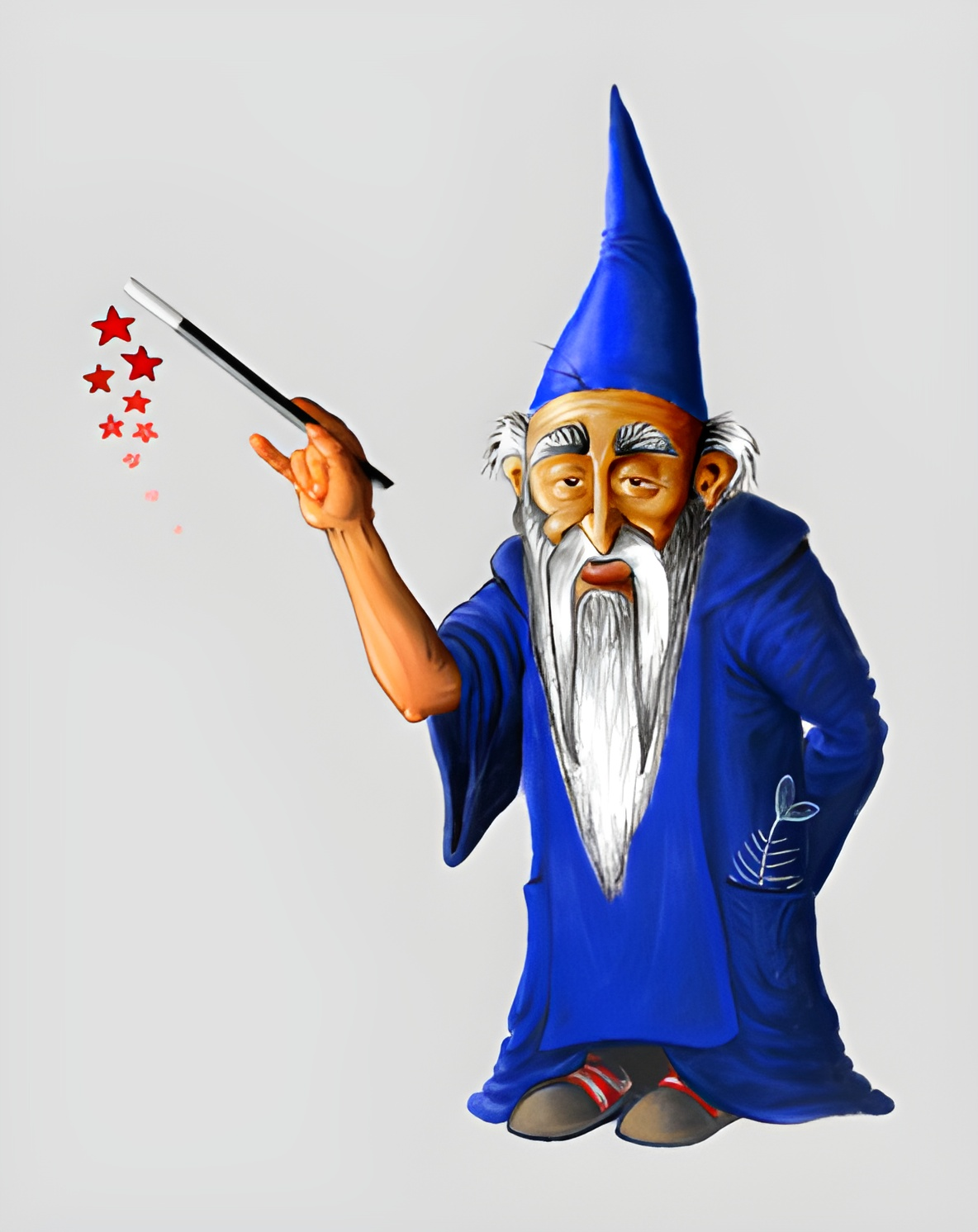
الساحر كاندلف

كاندلف (بالإنجليزية: Kandalf)‏ هو جالب الحظ السابق لمشروع كدي حتى سلسلة الإصدار 2. حيث تم استبدله بكونكي، التنين الأخضر.

## وصلات خارجية
- لقطات شاشة من كدي 2.0 تظهر كاندلف.